# Zhang Xin (Unternehmerin)

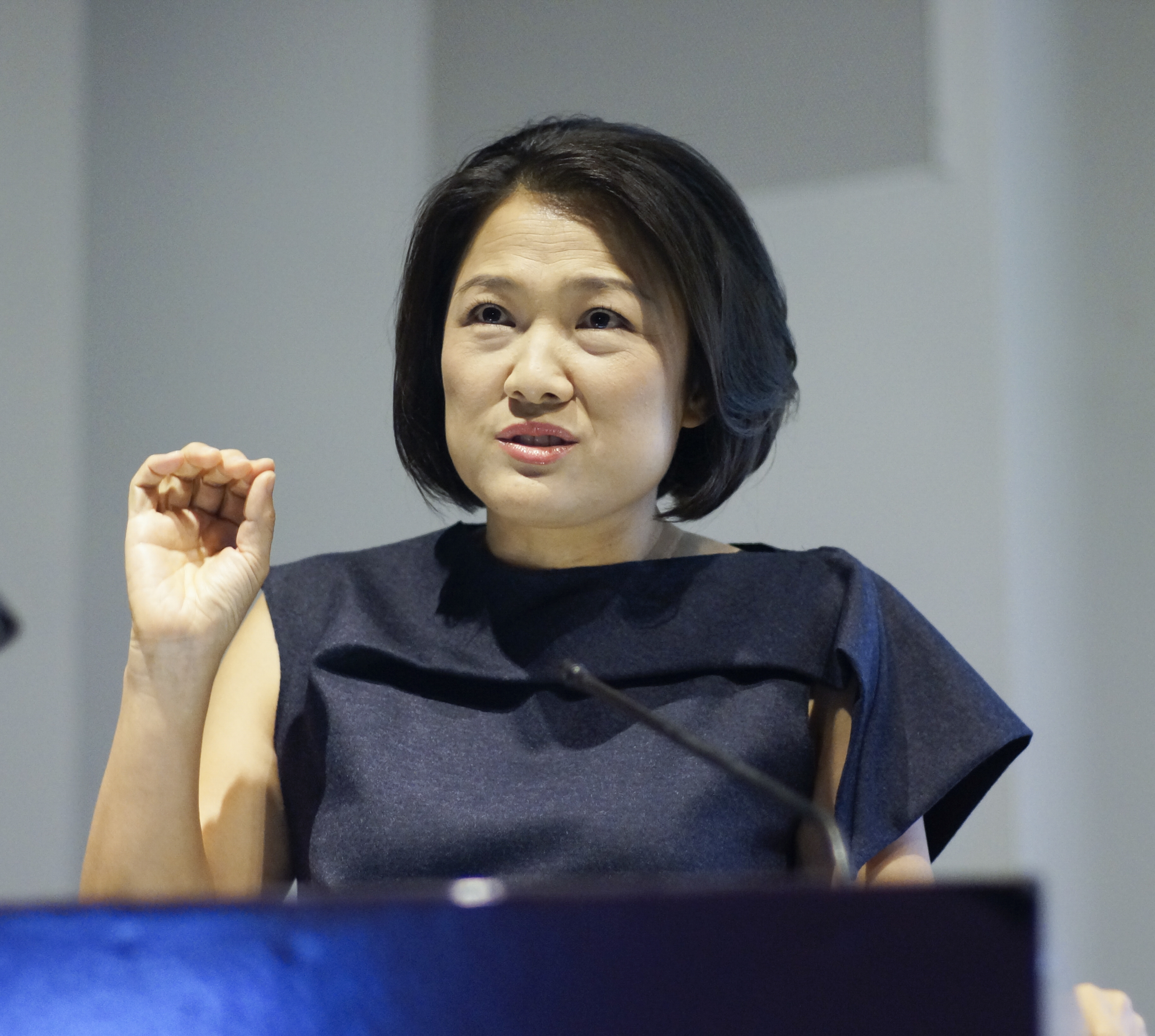
Zhang Xin auf einer Veranstaltung von SOHO China 2013

Zhang Xin, auch bekannt als Xin „Shynn“ Zhang (chinesisch 張欣, Pinyin Zhāng Xīn; geboren 24. August 1965 in Peking), ist eine chinesische Unternehmerin in der Immobilienbranche. Gemeinsam mit ihrem Ehemann Pan Shiyi ist sie Vorstandsvorsitzende des Immobilienkonzerns SOHO-China Ltd.

## Herkunft, Jugend und Ausbildung
Zhang Xins Eltern verließen in den 1950er Jahren Burma und wanderte nach China aus. Dort arbeiteten sie als Übersetzer in der fremdsprachigen Presse.
Zhang wurde 1965 in Peking geboren. Die Eltern trennten sich in der Kulturrevolution, sie blieb bei der Mutter, zog mit ihr im Alter von 15 Jahren nach Hongkong, wo sie in ärmlichen und beengten Verhältnissen lebten. Um Geld für eine Ausbildung im Ausland anzusparen, arbeitet sie fünf Jahre in kleinen Fabriken für Kleidung und elektronische Produkte. Mit 19 Jahren hatte sie genug gespart, um sich einen Flug nach London und die Aufnahme einer Ausbildung in Englischstudien an einer Sekretariatsschule in Oxford leisten zu können. Um ihren Lebensunterhalt in dieser Zeit zu verdienen, arbeitete sie in einem traditionellen britischen Fish-’n’-Chips-Laden, der von einem chinesischen Ehepaar betrieben wurde. Sie berichtete später, dass sie sich die Premierministerin Margaret Thatcher zum Vorbild nahm, entwickelte aber zur gleichen Zeit auch eine Bewunderung für linksorientierte britische Intellektuelle.
Während ihrer Ausbildung an der Sekretariatsschule in Oxford wurde ihr 1987 ein Stipendium zugesprochen, das ihr ermöglichte, ein Ökonomiestudium an der University of Sussex zu beginnen, welches sie als Bachelor abschloss. 1992 beendete sie ihr Masterstudium in Entwicklungsökonomie an der Cambridge University mit einer Arbeit über Privatisierung in China. 2013 wurde Zhang von ihrer ersten Universität in Sussex die Ehrendoktorwürde verliehen.

## Karriere
Nach ihrem Abschluss wurde Zhang bei der Londoner Barings Bank angestellt, die an der Cambridge University Studenten mit Kenntnissen zur Privatisierung in China gesucht hatten und Zhang wegen ihrer Masterarbeit zu diesem Thema auswählten. Sie kehrte nach Hongkong zurück. Als 1993 ihre Abteilung bei der Barings Bank von Goldman Sachs übernommen wurde, wechselte sie nach New York City, wo unter ihrer Mitarbeit privatisierte chinesische Firmen an die Wallstreet gebracht wurden. Begeistert von der rasanten Entwicklung der chinesischen Metropolen kehrte sie in ihre Heimatstadt Peking zurück, wo sie 1994 Pan Shiyi kennenlernte und heiratete. Sie gründeten zusammen die Firma Hongshi (chin. Roter Stein), aus der 1995 SOHO China entstand.
1994 brachte das Paar ein gemischtes Entwicklungsprojekt für bis dahin ungenütztes Land auf den Weg, genannt „New Town“. In den folgenden zehn Jahren folgten sechs zusätzliche Entwicklungsprojekte in China, darunter eine Wohnanlage in der Küstenstadt Boao auf der Insel Hainan und die Commune by the Great Wall (长城脚下的公社), ein Boutique-Hotel in Peking, welches als Gemeinschaftsprojekt von zwölf durch Zhang ausgewählten Architekten entstand.
Zehn Jahre nach der Gründung war die Firma von Zhang und Shiyi der größte Bauträger des Landes, Zhang wurde „die Frau, die Peking aufbaute“. 2008 nannte die britische Times das Paar „Chinas bekannteste und extravaganteste Immobilien-Tycoons“. 2011 verlegte Zhang ihren Geschäftsschwerpunkt von China in die USA, als sie einen Anteil von 600 Mio. $ am New Yorker Luxushotel Plaza übernahm, gefolgt von einer Beteiligung am Erwerb von 40 % am General Motors Building im Herzen Manhattans 2014, für angeblich 1,4 Mrd. $. Zu dieser Zeit war Zhang über SOHO China an 18 Unternehmen in Peking und 11 in Shanghai beteiligt. SOHO China veränderte das Geschäftsmodell vom Bau und Verkauf von Gebäuden hin zum Kauf und Vermieten von Immobilien, beispielsweise durch die Beteiligung an der im Februar 2015 stattfindenden Launch of the SOHO 3Q.

## Gesellschaftliches Engagement
Zhang und Shiyi gründeten 2005 die SOHO China Foundation  als eine philanthrope Organisation mit dem Ziel, bildungsorientierte Initiativen zur Verminderung von Armut zu unterstützen. Im Juli 2014 startete die Organisation die SOHO China Stipendien mit einem Volumen von 100 Mio. $, um „bedürftige chinesische Studenten an Top-Institutionen rund um den Globus zu unterstützen“. Die Initiative beinhaltete Spenden von über 10 Mio. $ an die Yale University und über 15 Mio. $ an die Harvard University, was eine Kontroverse auslöste, ob das Geld nicht besser zur Verbesserung des chinesischen Schulsystems eingesetzt wäre.

## Rezeption
Zhang ist Mitglied und „Young Global Leader“ des Weltwirtschaftsforums in Davos, Mitglied des globalen Beirats der US-amerikanischen Denkfabrik Council on Foreign Relations und Vorstandsmitglied des Harvard Global Advisory Councils. Von 2005 bis 2010 wirkte sie als Treuhänderin des China Instituts in den USA. 2010 wurde ihr vom China Institut der Blue Cloud Award zuerkannt.

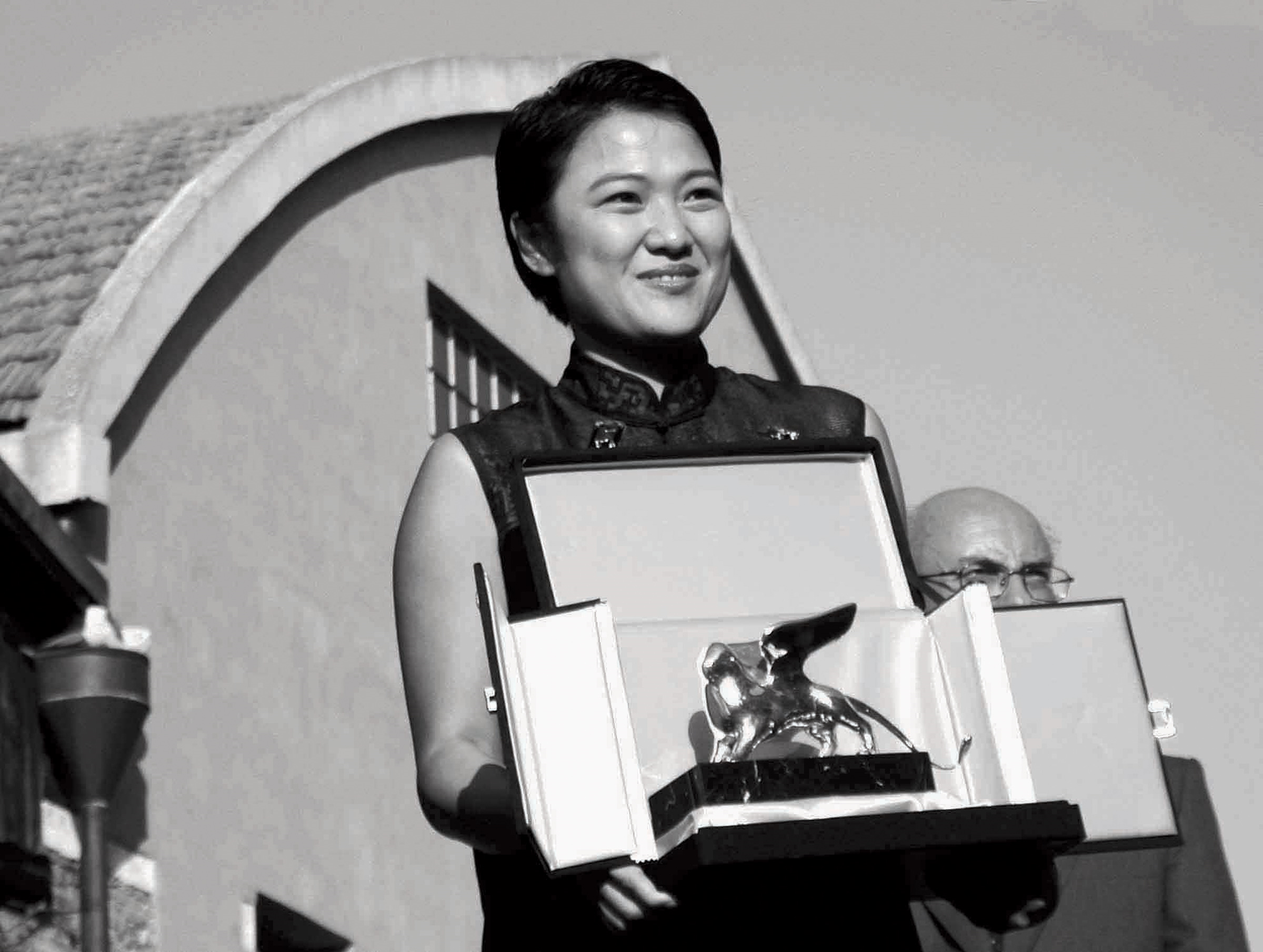
Zhang Xin (2002)

Zhang wurde 2014 durch das amerikanische Wirtschaftsmagazin Forbes als 62. in der Liste der einflussreichsten Frauen der Welt aufgezählt und wird in verschiedenen Medien regelmäßig als „eine der Top-Businesswomen in der Welt“ genannt. Zhang und ihr Ehemann erschienen 2014 auch im Ranking von Forbes unter den einflussreichsten Paaren der Welt. 2018 wurde sie in der Forbes-Liste der reichsten Chinesen als vielfache Milliardärin auf Platz 74 geführt.
Als einer von Chinas bestbekannten Unternehmerinnen wird Zhangs Account bei Sina Weibo, der chinesischen Entsprechung von Twitter, von über 10 Millionen Menschen gefolgt.
Zhang erhielt internationale Auszeichnungen für ihre Rolle als Patin von Architekturprojekten in China und als Unternehmerin. Im September 2002 wurde ihr der Spezialpreis für die Patenschaft eines Bauwerkes bei der achten International Architecture Exhibition bei der Biennale von Venedig überreicht, nämlich der Commune by the Great Wall, einem privaten Architekturensemble.

## Privatleben
Zhang Xin und ihr Ehemann Pan Shiyi haben zwei Söhne und bekennen sich zum Bahaitum. Zhang hatte einen Cameoauftritt als Vertreterin eines chinesischen Investors in dem 2010 erschienenen US-amerikanischen Film Wall Street: Money Never Sleeps.

## Weiterführende Literatur
- Gillet, Kit: „ZHANG XIN“ (Archive (Seite nicht mehr abrufbar, festgestellt im Mai 2023. Suche in Webarchiven)  Info: Der Link wurde automatisch als defekt markiert. Bitte prüfe den Link gemäß Anleitung und entferne dann diesen Hinweis.). China International Business (CIB), 19. Januar 2010.